# Ethel Smithová (atletka)
Ethel May Smithová (5. července 1907 – 31. prosince 1979) byla kanadská atletka, která na letních olympijských hrách 1928 v Amsterdamu získala dvě medaile: bronzovou medaili v běhu na 100 m a zlatou medaili týmu ve štafetě 4 × 100 m.